# Henri Lavagne
Henri Jules André Lavagne (geboren am 24. Juli 1939 in Boulogne-sur-Seine) ist ein französischer Althistoriker und Klassischer Archäologe.
Henri Lavagne studierte ab 1962 Lettres an der École Normale Supérieure in Paris, einer der Grandes écoles Frankreichs. Nach der Agrégation (Staatsprüfung für das höhere Lehramt) im Jahr 1967 war er von 1968 bis 1969 Assistent für Alte Geschichte an der Universität Nizza. 1969 schloss er als élève diplomé sowohl an der historisch-philologischen (IV.) als auch der religionswissenschaftlichen (V.) Sektion der École pratique des hautes études ab. Im Anschluss war er bis 1972 Mitglied der École française de Rome, bevor er von 1972 bis 1977 zunächst als wissenschaftlicher Mitarbeiter, dann als Forscher (chargé de recherches) an der Abteilung Recueil général des mosaïques de la Gaule (Allgemeine Sammlung der Mosaike aus Gallien) des Centre national de la recherche scientifique (CNRS) angestellt war. Im Jahr 1977 gewann er für seine Forschungen die Bronzemedaille des CNRS.
Im Jahr 1977 wechselte Henri Lavagne als Lehrbeauftragter für die Geschichte des Mosaiks an die IV. Sektion der École pratique des hautes études. Als Nachfolger Paul-Marie Duvals wurde er dort (ca. 1980/81) zum Directeur d’études (entspricht einem Professor) für Altertümer des römischen Gallien gewählt, wo er bis zu seinem Eintritt in den Ruhestand im Jahr 2005 lehrte und forschte. Seine Thèse d’État (entspricht etwa einer Habilitation) über Operosa antra. Essai sur un thème de l’imaginaire romain, betreut von Pierre Grimal, verteidigte er 1986 an der Université Paris-Sorbonne.
Henri Lavagne war Kodirektor der Fachzeitschrift Monuments et Mémoires de la Fondation E. Piot und von 1980 bis 1984 zusammen mit Paul-Marie Duval, anschließend bis 1994 alleiniger Redakteur der Chronique gallo-romaine der Zeitschrift Revue des études anciennes. Zwischen 2003 und 2017 war er als Herausgeber verantwortlich für die Neuedition des von Émile Espérandieu begründeten Recueil général des bas-reliefs, statues et bustes de la Gaule romaine („Umfassende Sammlung der gallo-romanischen Reliefs, Statuen und Büsten“), das unter dem Titel Nouvel Espérandieu in fünf Bänden von der Académie des inscriptions et belles-lettres verlegt wurde.
Henri Lavagne ist ein Spezialist für römische Geschichte und Zivilisation im Allgemeinen und für Geschichte und Archäologie des römischen Gallien im Speziellen. Darüber hinaus gehören die Kunstgeschichte der Antike, insbesondere das antike Mosaik, sowie die Skulptur der gallo-römischen Kultur, des Mittelalters und der Moderne zu seinen Forschungsschwerpunkten. Des Weiteren zählen die lateinische Epigraphik Galliens und die Geschichte der römischen Religion, vor allem der Mithraismus, zu seinen Spezialgebieten.
Henri Lavagne ist seit 1990 Mitglied des Comité des travaux historiques et scientifiques. Er ist Kommandeur des Ordre des Palmes Académiques und Chevallier des Ordre national du Mérite. Im Jahr 2006 wurde er ordentliches Mitglied der Académie des inscriptions et belles-lettres. Er ist zudem Mitglied der Société nationale des antiquaires de France, deren Präsident er 1997 war, und Präsident der Association internationale pour l’Étude de la mosaïque antique.

## Publikationen (Auswahl)
- mit Jean-Pierre Darmon: Recueil général des mosaïques de la Gaule. Band II: Province de Lyonnaise. Teil 3: Partie centrale. CNRS, Paris 1977.
- Recueil général des mosaïques de la Gaule. Band III: Province de Narbonnaise. Teil 1: Partie centrale. CNRS, Paris 1979.
- La mosaïque. Presses universitaires de France, Paris 1987.
- Operosa antra. Recherches sur la grotte à Rome, de Sylla à Hadrien. Ecole française de Rome, Rom und Boccard, Paris 1988
- Recueil général des mosaïques de la Gaule. Band III: Province de Narbonnaise. Teil 3: Partie sud-est. CNRS, Paris 2000.